# Övre Ulleruds socken
Övre Ulleruds socken i Värmland ingick i Kils härad, ingår sedan 1971 i Forshaga kommun och motsvarar från 2016 Övre Ulleruds distrikt.
Socknens areal är 227,50 kvadratkilometer varav 190,64 land. År 2000 fanns här 790 invånare. Orten Olsäter samt sockenkyrkan Övre Ulleruds kyrka ligger i socknen.   

## Administrativ historik
Socknen har medeltida ursprung. 1670 utbröts Ransäters socken. 
Vid kommunreformen 1862 övergick socknens ansvar för de kyrkliga frågorna till Övre Ulleruds församling och för de borgerliga frågorna bildades Övre Ulleruds landskommun. Landskommunen inkorporerades 1952 i Ulleruds landskommun som 1971 uppgick i Forshaga kommun. Församlingen uppgick 2006 i Ulleruds församling som 2013 uppgick i Forshaga-Munkfors församling.
1 januari 2016 inrättades distriktet Övre Ullerud, med samma omfattning som församlingen hade 1999/2000.
Socknen har tillhört län, fögderier, tingslag och domsagor enligt vad som beskrivs i artikeln Kils härad.

## Geografi
Övre Ulleruds socken ligger norr om Karlstad kring Klarälven och med sjön Visten i väster. Socknen har odlingsbygd vid älven och är i övrigt en kuperad sjörik skogsbygd med höjder som når över 300 meter över havet.
I mantalslängden år 1641 hörde byn Humletorp vid Vistens västra strand till Övre Ulleruds socken liksom gården Vik (Sund) norr därom. Det gjorde detta område också på 1800-talet vilket framgår av en karta över norra delen av Kils härad från år 1883. Senare drogs gränsen istället i sjön så att området kom att tillhöra Östra Ämterviks socken (Östra Ämterviks distrikt) i Sunne kommun.

## Fornlämningar
15 boplatser från stenåldern är funna. Från bronsåldern finns cirka 35a gravrösen och stensättningar. Från järnåldern finns elva gravfält. En sten med runalfabet finns i kyrkan.

## Namnet
Namnet skrevs 1440 öffra Wllarö och har samma ursprung som namnet för Nedre Ulleruds socken. Förleden innehåller antingen gudanamnet Ull eller ett äldre namn på Klarälven, Ul, 'bubbla, sjuda' syftande på forsar eller stort fiskbestånd. Nedre Ullerud skrevs 1315 Vtreullärö, "Yttre Ullerud" (längre nerströms älven). Efterleden är ö. Kyrkan och prästgården ligger liksom Nedre Ulleruds kyrka inte långt från en ö i Klarälven.

## Befolkningsutveckling
| Befolkningsutvecklingen i Övre Ulleruds socken 1750–1990                                                 | Befolkningsutvecklingen i Övre Ulleruds socken 1750–1990 | Befolkningsutvecklingen i Övre Ulleruds socken 1750–1990 | Befolkningsutvecklingen i Övre Ulleruds socken 1750–1990 | Befolkningsutvecklingen i Övre Ulleruds socken 1750–1990 |
| --- | -------------------------------------------------------- | -------------------------------------------------------- | -------------------------------------------------------- | -------------------------------------------------------- |
| |                                                          |                                                          |                                                          |                                                          |
| År |                                                          |                                                          | Folkmängd                                                |                                                          |
| 1750 | 1750                                                     |                                                          | 1 465                                                    |                                                          |
| 1760 | 1760                                                     |                                                          | 1 537                                                    |                                                          |
| 1769 | 1769                                                     |                                                          | 1 649                                                    |                                                          |
| 1780 | 1780                                                     |                                                          | 1 678                                                    |                                                          |
| 1790 | 1790                                                     |                                                          | 1 770                                                    |                                                          |
| 1800 | 1800                                                     |                                                          | 2 097                                                    |                                                          |
| 1810 | 1810                                                     |                                                          | 1 840                                                    |                                                          |
| 1820 | 1820                                                     |                                                          | 2 162                                                    |                                                          |
| 1830 | 1830                                                     |                                                          | 2 550                                                    |                                                          |
| 1840 | 1840                                                     |                                                          | 2 720                                                    |                                                          |
| 1850 | 1850                                                     |                                                          | 3 010                                                    |                                                          |
| 1860 | 1860                                                     |                                                          | 3 366                                                    |                                                          |
| 1870 | 1870                                                     |                                                          | 3 627                                                    |                                                          |
| 1880 | 1880                                                     |                                                          | 3 563                                                    |                                                          |
| 1890 | 1890                                                     |                                                          | 3 241                                                    |                                                          |
| 1900 | 1900                                                     |                                                          | 2 696                                                    |                                                          |
| 1910 | 1910                                                     |                                                          | 2 377                                                    |                                                          |
| 1920 | 1920                                                     |                                                          | 2 301                                                    |                                                          |
| 1930 | 1930                                                     |                                                          | 2 147                                                    |                                                          |
| 1940 | 1940                                                     |                                                          | 1 816                                                    |                                                          |
| 1950 | 1950                                                     |                                                          | 1 513                                                    |                                                          |
| 1960 | 1960                                                     |                                                          | 1 292                                                    |                                                          |
| 1970 | 1970                                                     |                                                          | 920                                                      |                                                          |
| 1980 | 1980                                                     |                                                          | 794                                                      |                                                          |
| 1990 | 1990                                                     |                                                          | 808                                                      |                                                          |
| Anm: Källor: Umeå universitet - Tabellverket 1749-1859, Demografiska databasen, CEDAR, Umeå universitet. |                                                          |                                                          |                                                          |                                                          |